# Damasoúli
Damasoúli, en grec moderne : Δαμασούλι, est un village du dème de Týrnavos, district régional de Larissa, en Thessalie, Grèce.
Selon le recensement de 2011, la population du village s'élève à 64 habitants.